# 道の駅海山
道の駅海山（みちのえき みやま）は、三重県北牟婁郡紀北町にある国道42号の道の駅である。

## 施設
- 駐車場
  - 普通車：24台
  - 大型車：8台
  - 身障者用：2台
- トイレ
  - 男：大 、小
  - 女：
  - 身障者用：
- 公衆電話
- 道路、観光情報提供設備
- 特産品販売所
- レストラン
- 休憩室
- 交流ホール

## 休館日
- 1月1日

## アクセス
国道42号 - 登録路線

## 周辺
- 世界遺産 紀伊山地の霊場と参詣道（熊野古道） - 馬越峠、始神峠
- JR紀勢本線 相賀駅
- 紀勢自動車道 海山インターチェンジ